# Tom Carroll (surfista)
Thomas Victor Carroll (Newport, 29 novembre 1961) è un surfista australiano.
Già da giovane si distinse nella sua terra, vincendo i campionati australiani di surf nel 1977. 

## Carriera
Diventato professionista partecipa all'ASP world tour, vincendo il titolo mondiale nel 1983 e nel 1984, oltre al prestigioso Pipe Masters nel 1987. Fu il primo surfista professionista a diventare milionario, firmando un sostanzioso contratto con la Quiksilver.